# Gleaner

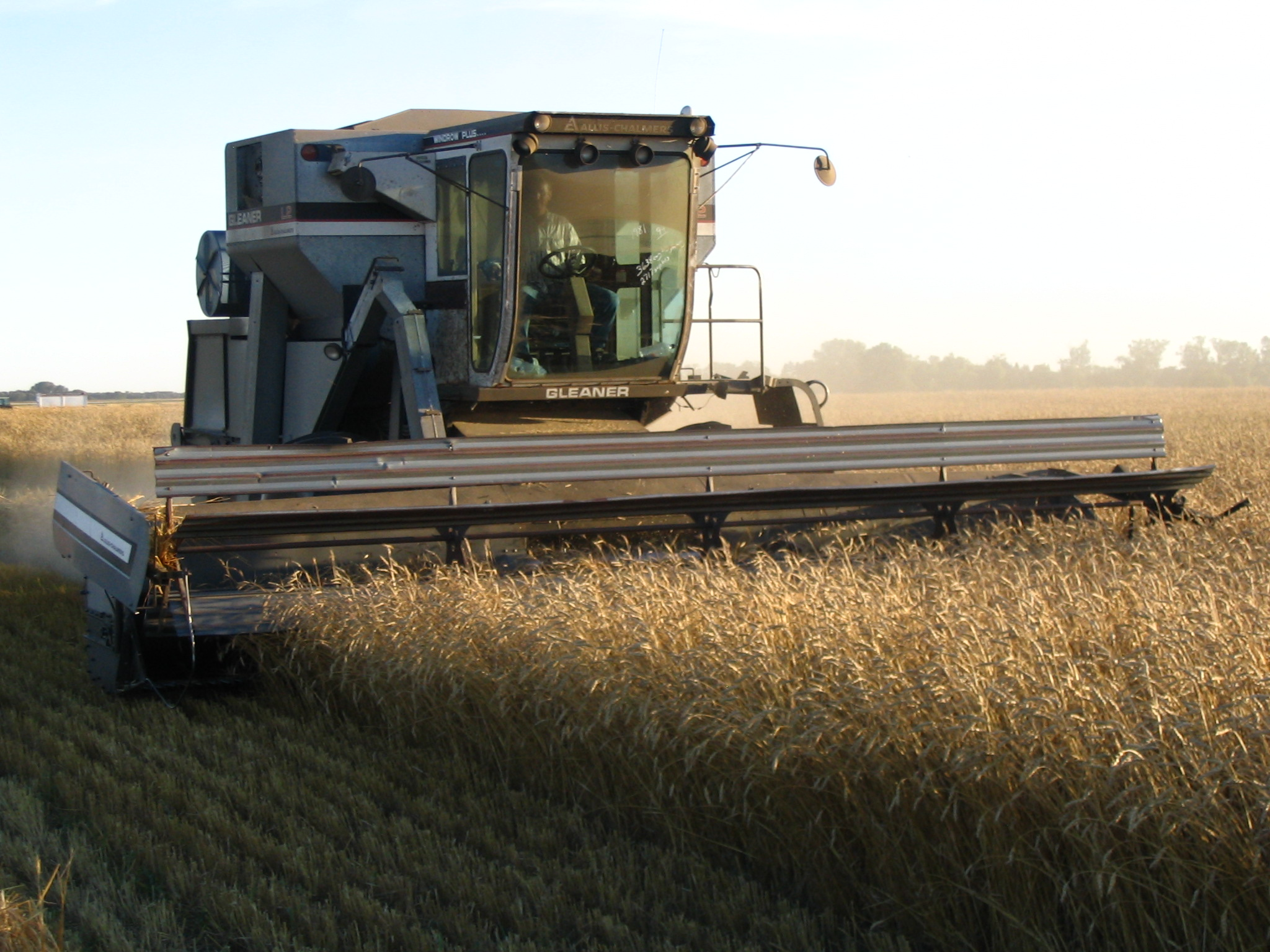
Gleaner L2

Die Gleaner Manufacturing Company war ein ehemals eigenständiger Produzent von Landmaschinen. Seit 1990 ist Gleaner eine Marke der AGCO-Corporation. Unter dem Markennamen Gleaner werden Mähdrescher in Nordamerika, Südamerika sowie Australien verkauft.

## Geschichte

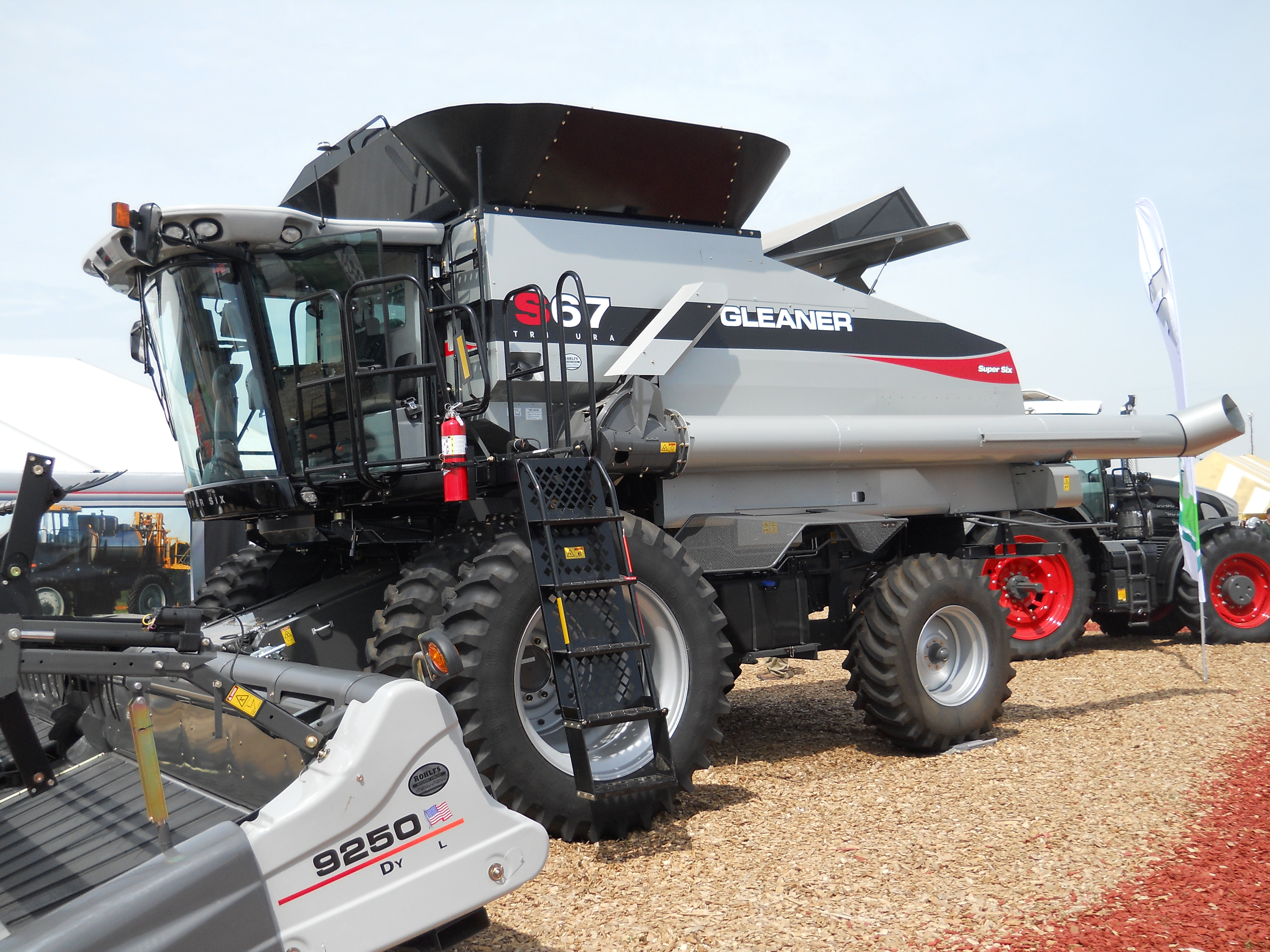
Gleaner S67

Der Name Gleaner ist eng verbunden mit jenem der Gebrüdern Curtis, Edwin und Ernest Baldwin. Aufgewachsen auf einer Farm im Westen von Kansas gegen Ende des 19. Jahrhunderts, begannen die drei Brüder schon bald, landwirtschaftliche Geräte zu bauen. Curt Baldwin beschäftigte sich intensiv mit dem Bau von stationären Dreschmaschinen. Später erkannte er, dass man das Feld nicht zum Drescher, sondern den Drescher aufs Feld bringen musste. Er begann mit dem Bau von Mähdreschern. Seine beiden Brüder sammelten unterdessen bei der Ford Company Erfahrungen im Traktorenbau. Im Jahre 1923 brachten die Gebrüder Baldwin den ersten selbstfahrenden Mähdrescher auf den Markt. Sie gründeten bald darauf, im April 1924, die Gleaner Manufacturing Company. Fortan war der Name Gleaner ein stetiger Wert in der Geschichte der Getreideernte. 1955 wurde Gleaner von Allis-Chalmers übernommen, die wiederum ihre Landmaschinensparte 1985 an die Deutz AG verkaufte. Heute gehört Gleaner zur AGCO-Corporation. Es werden weiterhin Mähdrescher unter der Marke Gleaner produziert und vertrieben. 1979 stellte Gleaner mit dem N6 seinen ersten Rotormähdrescher vor.
Gleaner produziert auch Mähdrescher mit dem konventionellen Dresch- und Abscheidesystem (Tangentiale Dreschtrommel und Hordenschüttler), bekannt ist Gleaner aber für seine R-Serie. In den Mähdreschern der R-Serie werden der Dresch- und der Abscheideprozess durch einen axialen Rotor bewältigt. Im Gegensatz zu allen anderen Axialmähdreschern, die heute auf dem Markt sind, sind bei den Gleaner Mähdreschern die Rotoren nicht längs, sondern quer eingebaut.